# Кастро (провінція Лечче)

Кастро (італ. Castro, сиц. Casciu) — муніципалітет в Італії, у регіоні Апулія, провінція Лечче.
Кастро розташоване на відстані близько 540 км на південний схід від Рима, 180 км на південний схід від Барі, 45 км на південний схід від Лечче.
Населення — 2457 осіб (2014).

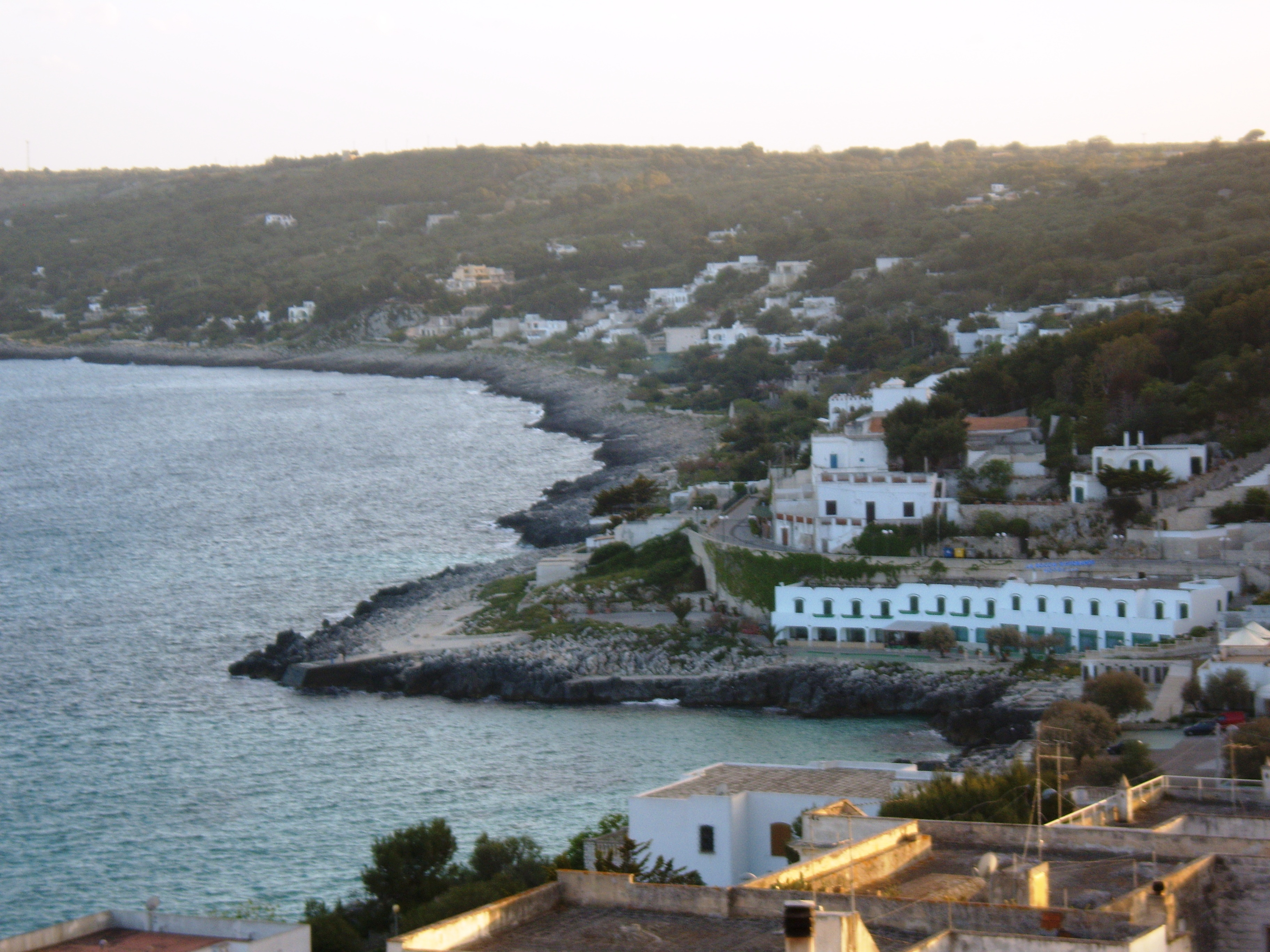

Щорічний фестиваль відбувається 25 квітня. Покровитель — Maria SS. Annunziata.

## Демографія
Населення за роками:

Станом на 1 січня 2023 року в муніципалітеті офіційно проживав 31 іноземець з 13 країн, серед них 22 громадяни країн Євросоюзу.

## Сусідні муніципалітети
- Дізо
- Ортелле
- Санта-Чезареа-Терме